# Історичний район Норвіч
Історичний район Норвіч розташований у південно-західній частині міста Роанок, штат Вірджинія, США. Він складається з 55 акрів (22 га) переважно житлової забудови та промислових будівель і розташований безпосередньо на південь від річки Роанок і на захід від центру міста. Історичне значення району пов'язане із заснуванням у 1890 році компанії Roanoke Development Company, фірми з продажу нерухомості, яка розбудовувала околиці та залучала сюди промисловість. Однією з таких фабрик була "Norwich Lock Company", яка разом з іншими підприємствами будувала житло для своїх працівників. Більшість цих будинків, багато з яких є майже ідентичними котеджами у стилі "шотгаун", все ще стоять у 21 столітті. Район є єдиною вцілілою забудовою робітничого житла кінця 1800-х років у місті і рідкісним вцілілим прикладом на Півдні Америки. Він складається з 116 ресурсів, включаючи два об'єкти та одну споруду, і був внесений до Національного реєстру історичних місць у 2024 році.

## Розташування
Район розташований безпосередньо на південь від річки Роанок і приблизно в двох милях на захід від центру міста Роанок. Річка, яка на більшій частині району закрита від очей деревами, утворює його північну межу, в той час як виражений хребет утворює південну. Східний і західний кордони проходять по Роанок Авеню, що піднімається з чашоподібного рельєфу місцевості. Ці природні особливості в поєднанні з меншою висотою місцевості відносно околиць створюють ізольоване середовище, яке сприяє історичній згуртованості району.

## Історія
Низовини, де сьогодні розташоване місто Норідж, раніше використовувалися як сільськогосподарські угіддя до початку земельного буму, що послідував після заснування міста Роанок.
В історичних документах ця місцевість згадується як “Індиче Дно” (Turkey Bottom), ймовірно, через велику популяцію диких індиків. Після того як у 1883 році штаб-квартиру залізниці Norfolk і Western Railway було перенесено в цей регіон, Роанок почав стрімко зростати, що принесло йому прізвисько “Чарівне місто” (The Magic City). До 1890 року спекуляції на ринку землі були вже широко поширеними.
У жовтні того ж року було засновано компанію Roanoke Development Company зі статутним капіталом у 1,1 мільйона доларів, з яких 500 тисяч призначалося на придбання землі, а решта — на залучення промислових підприємств. Компанія придбала 1300 акрів землі на південному заході від міста, і вже до кінця 1891 року територія Turkey Bottom була спланована для забудови. Було збудовано мости й дороги, а також проведено трамвайну лінію до нового району.
Першим промисловим підприємством, що розмістилося в цьому районі, стала компанія Norwich Lock Company, яка раніше працювала в Норвічі, штат Коннектикут. Компанія прагнула розташуватися ближче до джерел заліза та вугілля, і після огляду кількох південних міст обрала Роанок. Проте підприємство стало жертвою економічної кризи 1893 року і припинило діяльність вже через два роки після переїзду. Незважаючи на короткий термін роботи, район отримав назву саме на її честь.
У перші роки свого розвитку в район також переїхали інші компанії, зокрема Duvall Engine Works та Bridgewater Carriage Works.
Після закриття Norwich Lock її приміщення залишалися порожніми до 1899 року, коли їх зайняла компанія Roanoke Cotton Mill Company, що працювала тут до свого викупу в 1910 році. Текстильна фабрика, як і її попередники, продовжила традицію будівництва житла для працівників. Norwich Lock до 1893 року збудувала щонайменше 50 будинків, а Cotton Mill — «ряди котеджів» на початку 1900-х років.
Ці будинки були невеликими, зводилися за типовими планами і представляли переважно стилі “пірамідального котеджу” та “шотган-котеджу” народного американського стилю. Невелику кількість будинків у стилі Folk Victorian ймовірно зводили для менеджерів фабрики.
Через економічний спад 1893 року та закриття Norwich Lock деякі котеджі, що залишилися без мешканців, було переміщено в інші частини Роанока і продано з прибутком. Ці переселення частково пояснюють наявність порожніх ділянок у районі, як і той факт, що компанія Roanoke Development Company залишила частину ділянок незабудованими, сподіваючись на зростання їхньої вартості в майбутньому.

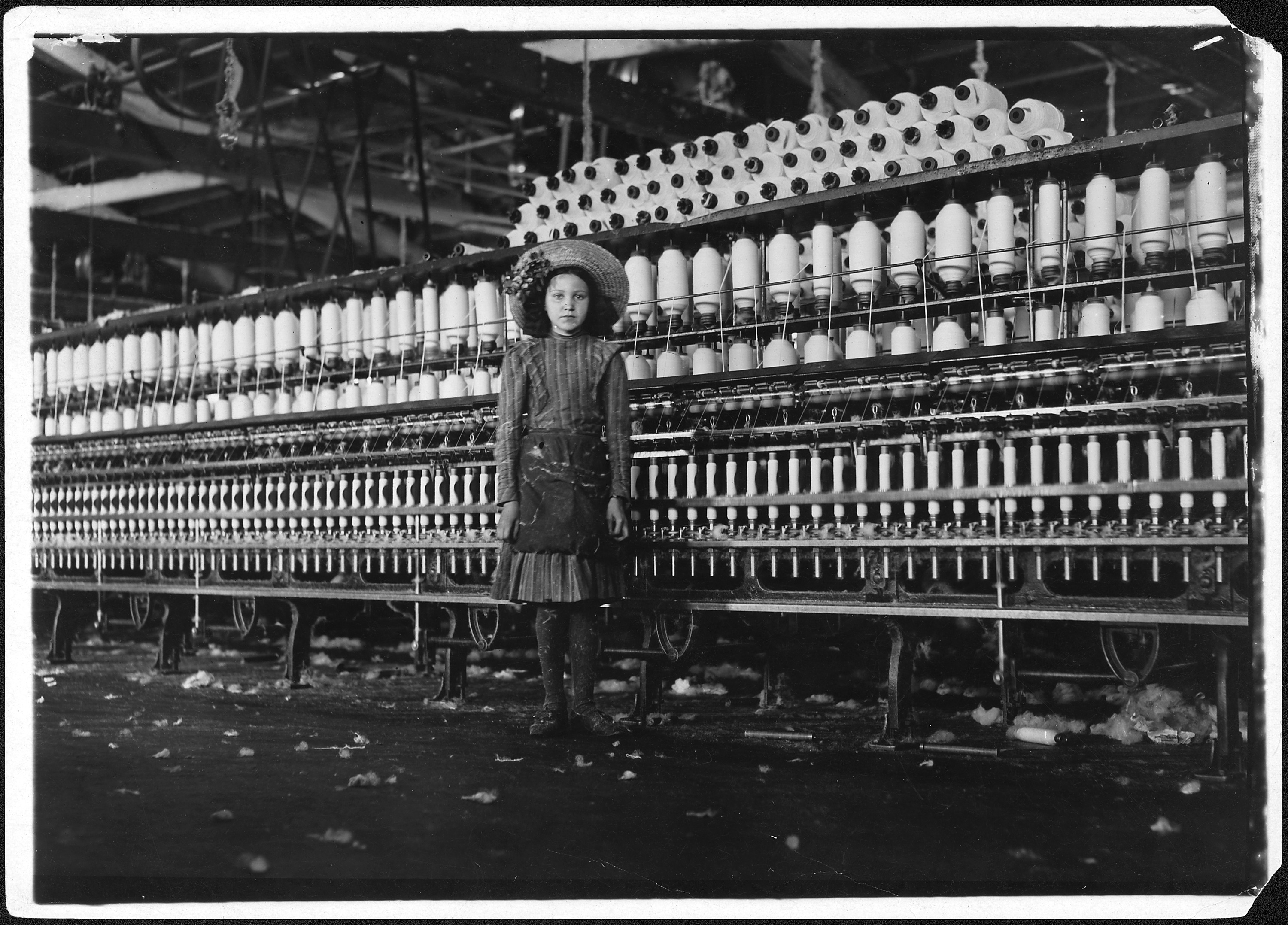
Працівник бавовняної фабрики Роанок, сфотографований Льюїсом Гайном

Млин у Норвічі став об’єктом пильної уваги на початку XX століття. У рамках розслідування щодо дитячої праці, яке проводив Національний комітет із питань дитячої праці, фотограф Льюїс Гайн у 1911 році прибув до підприємства в Роаноку, щоб задокументувати випадки порушення законодавства Вірджинії, яке дозволяло працевлаштування лише особам, яким виповнилося щонайменше чотирнадцять років (хоча діти з родин, які перебували на утриманні, могли працювати вже з дванадцяти). Багато з тих, кого Гайн сфотографував — часто босі й зайняті на небезпечному обладнанні — називали свій вік як чотирнадцять років, хоча виглядали значно молодшими. Наступного року державний інспектор відвідав підприємство й притягнув до відповідальності менеджера млина разом із батьками чотирьох дітей за порушення закону про працю.
Норвіч майже не отримував допомоги від місцевої влади. У перші роки свого існування він входив до округу Роанок, але оскільки муніципалітет вважав цей район частиною міста Роанок, «норвічці були відкинуті й занедбані обома сторонами», за словами місцевого історика. Район зрештою був анексований містом у 1919 році, однак ще багато років залишався без водопостачання й каналізації.
Економічна ситуація у районі коливалася протягом першої половини XX століття. Після закриття бавовняного млина у 1911 році на його місці відкрився шпагатний завод, який функціонував під різними власниками й із різною продуктивністю до закриття у 1928 році. Згодом будівлі мали численних власників, однак жоден із планів повного освоєння території не був успішним, і зрештою об’єкт знесли у середині XX століття. Підприємства Duvall Engine Works, Bridgewater Carriage Works, а також пізніші, такі як Acme Match Company і Crystal Springs Soap Company, були важливими роботодавцями району, однак не змогли проіснувати довго.
Одним із бізнесів, якому вдалося досягти довготривалого успіху, стала компанія Harris Hardwood Company, що відкрилася до 1919 року. Її офісна будівля, зведена у 1955 році, ознаменувала завершення періоду історичної значущості району. Підприємство пережило пожежу та кілька випадків розливу річки Роанок, однак остаточно припинило роботу після руйнівної повені 1985 року. Ще однією довгоживучою компанією району була Walker Machine and Foundry Corporation. Завод у Норвіджі збудували у 1920 році, і він проіснував майже сто років — до закриття у 2019 році на тлі судового спору з містом Роанок. Місто довго намагалося продовжити свою зелену рекреаційну зону вздовж річки Роанок через район і потребувало смуги землі завширшки 30 футів (9,1 м) на краю території Walker. Литейне підприємство побоювалося, що через таку угоду втратить дозвіл на викиди в атмосферу, який отримало лише завдяки застарілим нормам. Walker подала до суду, стверджуючи, що суперечка з містом і загроза примусового вилучення землі стали причиною закриття. У 2020 році сторони досягли згоди: Walker отримала $750 000 і залізничну гілку, а місто Роанок — майже п’ять акрів землі. Ділянку зеленої зони в Норвіджі відкрили у 2023 році.
У 2024 році район внесли до Національного реєстру історичних місць. Він включає 116 об’єктів спадщини, серед яких — дві ділянки та одна споруда. Історична цілісність району значною мірою збереглася й у XXI столітті, особливо щодо житлової забудови. Будиночки працівників є якісним прикладом житла працівників млинів кінця XIX — початку XX століття (лише 21 дім у районі збудували після 1920 року), і в Роаноку немає інших таких збережених житлових масивів, а в усьому регіоні — лише одиниці. Хоча багато первинних промислових споруд уже не існує, на їхньому місці з’явилися нові. Ця тяглість, разом із щільно розміщеними майже однаковими будинками й однаковими відступами від вулиці, формує історичну цілісність і характер району.

## Також перегляньте
- National Register of Historic Places listings in Roanoke, Virginia[en]